# Donaufestival

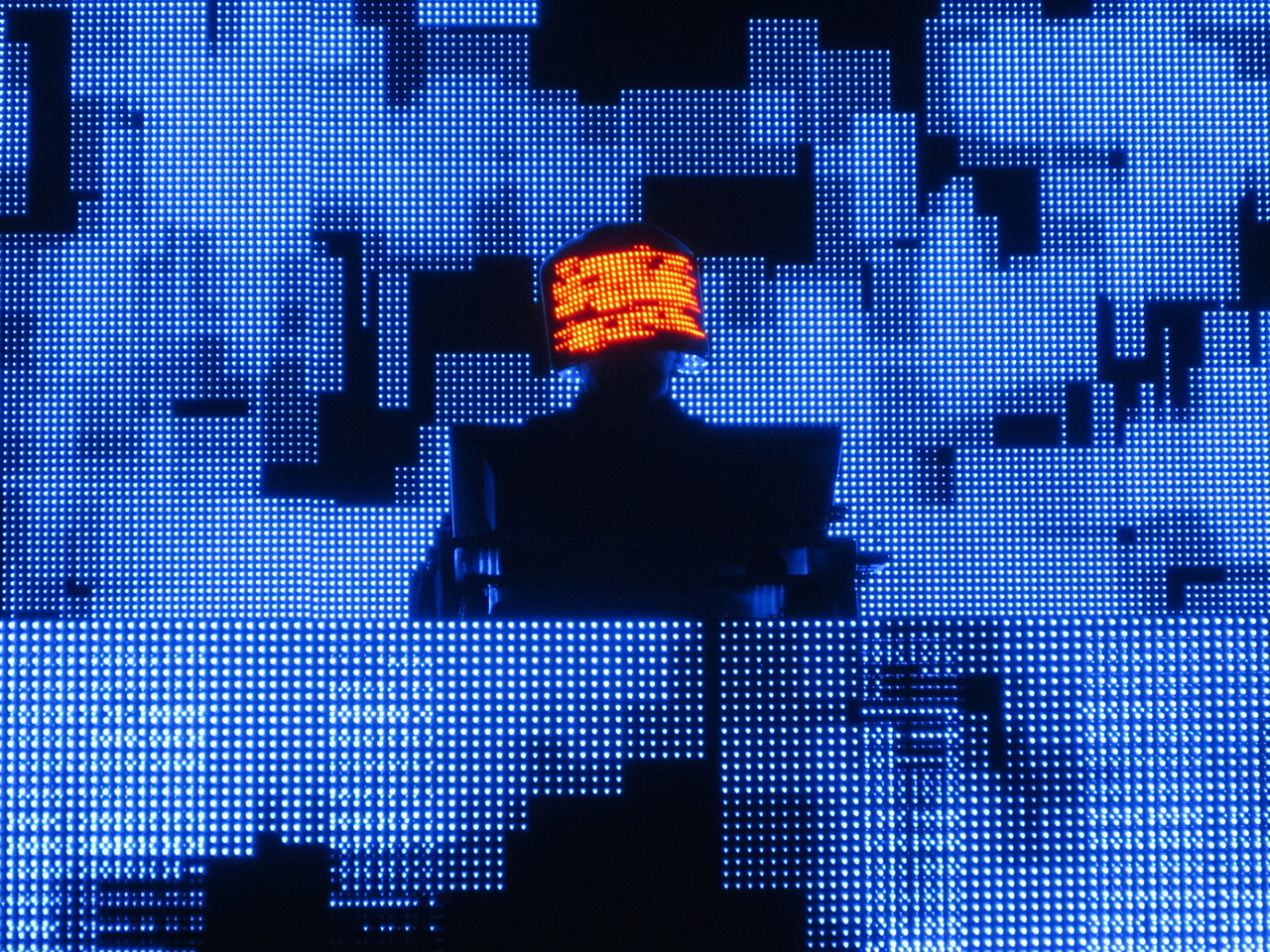
Squarepusher beim Donaufestival 2012

Das Donaufestival ist eine Veranstaltungsserie für zeitgenössische Kunst und Kultur in Niederösterreich.

## Geschichte
Das Festival wurde 1988 gegründet und wird vom Land Niederösterreich getragen und finanziert. Das Donaufestival war ab 2005 unter der künstlerischen Leitung von Tomas Zierhofer-Kin. An zwei Wochenenden im Frühling wird Krems an der Donau zu einer internationalen Plattform für neue Performance-Kunst und Musik. Neue Theater-Formen, Medien-Theater, Film, Video, Rap, Spoken Word, Hip-Hop, experimentelle Musik, Klangkunst, Post-Rock, Elektronik und Diskurs-Pop werden geboten.
Künstler aus den unterschiedlichsten Genres setzen sich mit den Strategien, Dystopien und Utopien der Medien- und Massengesellschaft auseinander.
Bekannte Künstler und Gruppen, die im Rahmen des Donaufestival auftraten waren beispielsweise: die Wiener Symphoniker, David Tibet, Nurse With Wound, Will Oldham, Throbbing Gristle, Gang of Four, J. G. Thirlwell, Věra Bílá & Kale, das Chris Jarrett Trio und Squarepusher.
Sitz der Gesellschaft ist Krems an der Donau, Hauptspielorte sind die Messehallen Krems sowie der Klangraum Krems Minoritenkirche.
2017 übernahm Thomas Edlinger als Nachfolger von Tomas Zierhofer-Kin die Leitung des Donaufestivals.
2020 wurde das Festival aufgrund der COVID-19-Pandemie abgesagt, 2021 wurde es auf Oktober verschoben.